# Островице
Островице или Островица е планина в югоизточна Албания, на територията между областите Корча и Берат.
Намира се югоизточно от Томор – на хребета между реките Девол и Осъм, и на границата на географската област Македония, формирайки хребета от югоизток на така наречените и известни в България – Албански планини. На югоизток от Островица, през немного високи хребети, се намира Грамос – първата планинска верига на Пинд, а на север – посредством планината Валамара, с едноименния ѝ най-висок връх (2373 m), се свързва с масива на Ябланица – западно от Охридското езеро.
Най-високият връх на планината се издига на 2383 m надморска височина.
В Островица се намира град Москополе.